# Johann Artz
Johann Artz, magyaros írásmóddal Artz János (Újegyház, ? – Nagyszeben, 1698. április) erdélyi szász evangélikus lelkész.

## Élete
A pozsonyi gimnázium elvégzése után 1670-ben tért haza. Előbb Nagysinken volt rektor, 1679-ben Nádpatakra hívták lelkésznek; 1684-ben brulyai, 1688-ban pedig szentágotai lelkész lett, amely tisztséget haláláig betöltötte.

## Munkái
- Applausus publicus… Posonii, 1669
- Exercitatio theologica de revelatione divina. Uo. 1670.